# Жињак ла Нерт
Жињак ла Нерт (фр. Gignac-la-Nerthe) је насељено место у Француској у региону Прованса-Алпи-Азурна обала, у департману Ушће Роне.
По подацима из 2011. године у општини је живело 9055 становника, а густина насељености је износила 1048,03 становника/km².

## Демографија
| 1990. | 2011. |
| ----- | ----- |
| 8.772 | 9.055 |